# イギリス国鉄APT-E

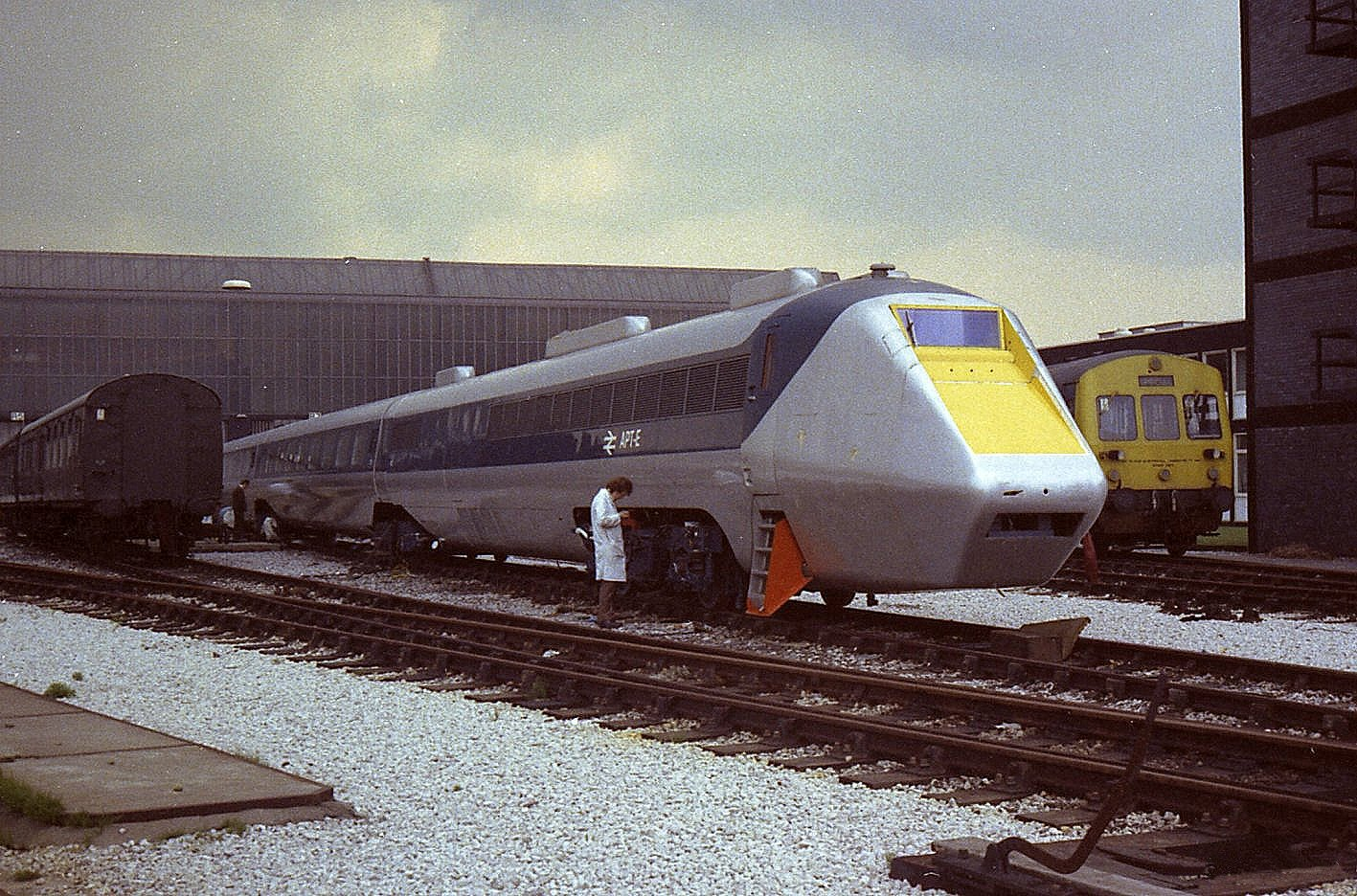
1972年夏に試験中のAPT-E

APT-E(Advanced Passenger Train Experimental)は振り子式車両のAPT (鉄道車両)の試作機である。イギリス国鉄で運行された唯一の電気式ガスタービン動車だった。2両の動力車(PC1とPC2), と両端に単位2両の客車(TC1とTC2)を連結した4両編成だった。軽量化のためアルミニウム製で連接式だった。
1972年7月に最初の試運転を行いイギリス国鉄における高速記録である152.3 mph (245.1 km/h)を樹立した。
編成は試験のみに使用され、旅客輸送には使われなかった。1976年6月すべての試験を終え、ヨークの国立鉄道博物館に送られた。現在はNRMの交通博物館に保存されている。370形「APT-P」編成が後に作られ交流25kV区間で運転された。

## 経緯
1964年10月の総選挙により保守党から政権を引き継いだ労働党のウィルソン政権は行政機構の大改革に取り組んだ。これに先立ち1963年10月の労働党大会においてハロルド・ウィルソン党首は「イギリス労働党と科学革命」と題する同党基本政策声明を行なっており、同党科学政策の基本理念は"社会主義を科学に"、"科学を社会主義に"の合言葉にみられるように科学革命に必要とされる経済・社会体制の変革を社会主義の路線において実現しようとするところにあり、「これは英国科学研究を総動員して技術における新しい突破口を開くことである。過去数年にわたり、英国は数十億ポンドの大金を国防の分野における方向を誤った研究開発契約に消費してきた。もしこの方向を今後、非軍事産業に使用するとすれば英国を再度世界の先端を行く工業国と呼べるような新しい産業を建設することができる」と述べていた。このようにして国家の研究資金を軍事から非軍事へ配分しつつ、研究開発の領域と規模を拡大して行き、政府委託を柱とする国家の研究投資によって創成される新産業は国有企業化とするという政策が立案されていた。新政府は,その組織にあたって技術省を新設して産業研究を強力に措進させることとした。
保守党政権下で進められたBAC TSR-2、ホーカー・シドレー P.1154、アームストロング・ホイットワース AW.681の開発は中止され、計画の中止に伴い、余剰になった航空関係の技術者が当時、日本の新幹線に触発されて、世界各地で開発が盛んになりつつあった高速鉄道の開発に従事してAPTやディーゼル推進式のインターシティー125の開発に携わることになり、航空機で培われた数々の技術を鉄道車両に導入することになった。

## 関連
- イギリス国鉄370形電車

## 文献
- Potter, Stephen (1987). On the Right Lines?: The limits of technological innovation. London: Frances Pinter (Publishers). ISBN 0-86187-580-X.
- Williams, Hugh, (1985). APT: A Promise Unfulfilled. London: Ian Allan Ltd. ISBN 0-7110-1474-4.
- N/A, (1981). Advanced Passenger Train: The official illustrated account of British Rail's revolutionary new 155mph train. Weston-super-Mare: Avon-Anglia Publications & Services. ISBN 0-905466-37-3.
- British Transport Films (1975) E for Experimental republished 2006 by the British Film Institute on DVD as part of British Transport Films Collection (Vol. 3): Running A Railway.